# Žirovski Vrh svetega Urbana
Žirovski Vrh Svetega Urbana je naselje v Občini Gorenja vas - Poljane. 
Naselje je bilo leta 1955 preimenovano na osnovi Zakona o imenovanju naselij in označevanju trgov, ulic in zgradb iz leta 1948. Tako kot preimenovanje mnogih drugih krajev po Sloveniji v povojnem času je bilo tudi preimenovanje Svetega Križa del obsežne kampanje oblasti, da se iz toponimov slovenskih krajev odstranijo vsi religiozni elementi. Leta 1994 je bilo naselje ponovno preimenovano v današnje ime.